# سد چراغ ویس
سد چراغ ویس، سدی در فاصله ۱۷ کیلومتری جنوب غربی شهرستان سقز در استان کردستان است. بر روی  از سرشاخه‌های رودخانه زرینه رود قرار دارد. این سد در نزدیکی دهستان میرده قرار داشته و منبع آب آن از رود چم سقز،  از سرشاخه‌های رودخانه زرینه‌رود است. این رودخانه ها از کوهستان‌های مابین منطقه سقز و بانه سرچشمه می گیرد.
حجم مخزن سد چراغ ویس سقز در حدود ۸۵ میلیون متر مکعب است و شهر سقز و بیش از ۶۰ روستا از آب آن برای مصارف کشاورزی و شرب بهره‌مند می‌شوند. این سد سال ۱۳۹۳ احداث شده و برنامه‌ای بلند مدت برای توسعه را دنبال می‌کند. سد چراغ ویس نزدیک روستای چراغ‌ویس قرار دارد و دلیل اصلی نامگذاری آن مجاورت با این مکان است.